# Gopisettyhalli, Kadur
Gopisettyhalli là một làng thuộc tehsil Kadur, huyện Chikmagalur, bang Karnataka, Ấn Độ.